# Eliminatka
Eliminatka – rodzaj diagramowego zadania szaradziarskiego polegającego na eliminowaniu z diagramu, według ustalonych zasad, pewnych elementów, np.: liter, sylab, wyrazów, znaków, rysunków.